# Castello Beauce
Il Castello Beauce (Château Beauce in francese) è una residenza storica di Sainte-Marie in Québec.

## Storia
La grande villa venne eretta tra il 1903 e il 1904 secondo i progetti degli architetti Jean-Omer Marchand e Samuel Stevens Haskell. L'edificio, dopo essere stato pesantemente danneggiato durante l'alluvione del fiume Chaudière del 2019, e dopo aver rischiato la demolizione, il 16 ottobre 2020 è stato dichiarato immobile d'interesse patrimoniale dal ministero della cultura e delle comunicazioni del Québec.

## Descrizione
La residenza, situata nel centro della città di Sainte-Marie, presenta uno stile eclettico, testimonianza dei gusti e delle aspirazioni della borghesia.